# George Hadley
George Hadley (12 lutego, 1685 – 28 czerwca, 1768) – angielski meteorolog.
Opisał wiatry pasatowe. Jego imieniem nazwana jest cyrkulacja w tropikach, której elementem są pasaty i tropikalna strefa konwergencji.
Wraz z braćmi: Johnem i Henrym, skonstruował w 1721 teleskop newtonowski.